# آردئا
آردئا (به ایتالیایی: Ardea, Lazio) یک کومونه در ایتالیا است که در استان رم واقع شده‌است.

## خصوصیات
آردئا ۵۰ کیلومترمربع مساحت و ۴۰٬۰۱۰ نفر جمعیت دارد و ۳۷ متر بالاتر از سطح دریا واقع شده‌است.

## خواهرخوانده
شهرهای آرگوس و Rielasingen-Worblingen خواهرخوانده‌های آردئا هستند.